# Sokolivka, Vasîlkiv
Sokolivka (în ucraineană Соколівка) este o comună în raionul Vasîlkiv, regiunea Kiev, Ucraina, formată numai din satul de reședință.

## Demografie
Componența lingvistică a comunei Sokolivka
     Ucraineană (96,52%)
     Rusă (3,48%)
Conform recensământului din 2001, majoritatea populației comunei Sokolivka era vorbitoare de ucraineană (96,52%), existând în minoritate și vorbitori de rusă (3,48%).